# The Glass House
The Glass House (La casa de cristal; en España, Última sospecha) es una película estadounidense de 2001, del género suspenso, dirigida por Daniel Sackheim.

## Argumento
Los Baker son una familia feliz. Dave, el padre de familia, es un prestigioso locutor de radio y vive junto a su esposa, Grace, y sus dos hijos, Ruby y Rhett. Ruby es una adolescente de 16 años alerta, madura y un tanto rebelde, mientras que Rhett es un niño de 11 años como cualquier otro. Sin embargo, en el aniversario número 20 del matrimonio Baker, la familia se ve envuelta en una tragedia cuando ambos mueren en un accidente de automóvil dejando a los adolescentes Baker huérfanos. 
Ambos jóvenes son acogidos por una pareja de ex vecinos; Terrence 'Terry' Glass, un empresario; y su esposa Erin Glass, una respetable doctora. De inmediato Ruby y Rhett se van a vivir a la bella casa de cristal de los Glass en Malibú, California. En un principio todo parece normal; tanto Ruby como su hermano reciben regalos caros, y un inminente apoyo incondicional, y Rhett se adapta rápidamente. Pero Ruby desconfía de sus tutores, no tiene cuarto propio, ya no va a colegios privados, y descubre que Erin "espía accidentalmente" las llamadas que hace a sus amigas y es adicta a narcóticos a quien le hace creer que es diabética, pero el entorno va empeorando cuando Ruby comienza a incomodarse ante las insinuaciones sexuales de Terry.  
Ruby intenta buscar ayuda y recurre al abogado de la familia, el Sr. Begleiter, a quien Ruby confía su situación y descubre con sorpresa que tanto ella como su hermano han heredado una fortuna de 4.000.000 de dólares. Ante tal noticia, Ruby sospecha que los Glass no los acogieron por mera casualidad. Es así que una tarde, mientras se encuentra en la empresa de Terry, se entera de que este tiene una precaria situación económica y deudas con varios mafiosos. Ruby nuevamente busca ayuda en una trabajadora social y esta recurre a modo de rutina a casa de los Glass, pero la pareja se la ingenia para manipular a la funcionaria, haciendo quedar a Ruby en ridículo. Erin y Terry comienzan a preocuparse y sospechan que Ruby sabe sobre sus verdaderas intenciones, es así como Terry comienza a sabotear los trabajos escolares de Ruby, bloquea su acceso a Internet y la aleja de sus amigos. Posteriormente, Ruby descubre que sus padres murieron en un auto que pertenecía a Terry.  
Ruby, desesperada, toma la decisión de huir con su hermano, a quien convence de que la pareja Glass lo ha estado utilizando. Pero los planes de Ruby son frustrados cuando ocurre un accidente en la carretera y Terry aparece convenciendo a la policía de que ella es una adolescente rebelde. Terry enfrenta a Ruby, la golpea y, con la ayuda de Erin, la dejan durante varias semanas inconsciente inyectándole morfina. Pero los planes de Terry no salen del todo bien ya que los bancos se dan cuenta del mal gasto de la herencia de los Baker y bloquean todos los accesos de este. Erin, por su parte, es descubierta robando medicamentos y le quitan su licencia como doctora, entrando en una severa depresión, y se suicida viendo un vídeo en el que los Glass y los Baker aparecen juntos de vacaciones cuando Ruby era niña. 
Ruby vuelve en sí, da voz de alerta a los mafiosos para que vayan a por Terry, despierta a Rhett y ambos intentan huir de la casa, pero son interceptados por Terry, quien los encierra en el sótano para librarse de ellos. Mientras intentan escapar otra vez, aprovechando un momento en el que Terry ha bajado la guardia, el Sr. Begleiter llega y Ruby descubre que el abogado ha estado confabulado con los Glass, pero este muere a manos de los matones, quienes secuestran a Terry. Ruby y Rhett huyen de la casa y se topan con una patrulla y piden ayuda. Terry, por otro lado, tiene un accidente, ya que Ruby cortó los frenos en el auto y en el momento en que se lo llevarían en otro auto en donde se lo iban a entregar, le pincha los neumáticos, en el cual los matones mueren pero él sobrevive. Cuando el policía que ayuda a los hermanos se percata del accidente y Terry lo golpea, Ruby se arma de valor y toma el control de la patrulla y atropella a Terry, que cae inconsciente en el pavimento. De inmediato llegan más patrullas a la escena dando fin a la pesadilla de los hermanos Baker.
Ruby y Rhett visitan a sus padres en el cementerio y son finalmente acogidos por su tío Jack, quien les promete comenzar una nueva vida en Chicago.

## Reparto
- Leelee Sobieski -  Ruby Baker.
- Stellan Skarsgård - Terrence "Terry" Glass.
- Diane Lane - Erin Glass.
- Bruce Dern - Alvin Begleiter.
- Kathy Baker - Nancy Ryan.
- Trevor Morgan - Rhett Baker.
- Chris Noth - Jack Avery.
- Michael O'Keefe - Dave Baker.
- Rita Wilson - Grace Avery-Baker.
- Carly Pope - Tasha.
- China Shavers - Evie.
- Agnes Bruckner - Zoe.

## Taquilla
La película quedó en el 2.º puesto en su primer fin de semana en la taquilla, por detrás de El reto. La película recaudó $18 millones en Estados Unidos y $5,5 millones en todo el mundo.

## Secuela
Existe una secuela llamada Glass House: The Good Mother del año 2006 aunque la película cuenta con distintos actores.